# Pfeiferrecht
Das Pfeiferrecht ist ein mittelalterliches Recht, das auf dem Lehnswesen beruht. Es unterstellte das „fahrende Volk“ dem Schutz des jeweiligen Landes- bzw. Lehnsherren.
1431 wurde den Herren zu Rappoltstein im Elsass das Pfeiferrecht als Reichslehen übertragen.

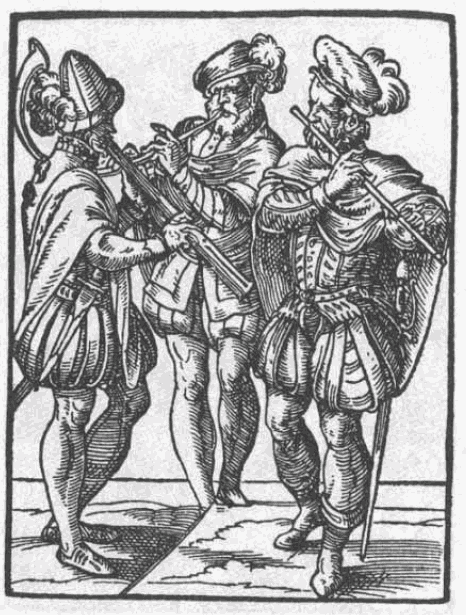
Mittelalterliche Pfeifer

## Ein Reichslehen seit 1355

### Die Rechtlosigkeit der Spielleute
Im frühen Mittelalter war das Lesen Privileg der Gelehrten und Geistlichen. Spielleuten oblag es, das Neueste und Wichtigste in Lied und Wort der Bevölkerung bekanntzugeben. Was den Rittern die Minnesänger, den Städtern die Meistersinger, war der Landbevölkerung der wandernde Musikant.
Den heimkehrenden Kreuzfahrern hatten sich Scharen von Sängern, Spielleuten, Possenreißern und Taschenspielern angeschlossen. Heimatlos zogen diese umher und besangen die Abenteuer der Helden der Kreuzzüge. Diese fremden Fahrenden, die in Konkurrenz zu den einheimischen Spielleuten traten, waren keiner Obrigkeit und keinen Regeln unterworfen.
So konnte es nicht verwundern, dass Zudringlichkeit, Obszönität und Sittenlosigkeit zunahmen. Sie waren bei Adel und Geistlichkeit verachtet und geringgeschätzt. In alten Chroniken werden sie häufig „varende lüte, Pfiffer und andere erlose, onechte lüte“ genannt. Um ihrem Treiben Einhalt zu gebieten, wurden schließlich alle Fahrenden für rechtlos erklärt. Damit einher ging der Ausschluss aus der Kirche.

### Kaiser Karl IV. begibt das Patronat über die Spielleute als Reichslehen
Um diese haltlosen und die die betroffenen ‚ehrsamen‘ Spielleute diskriminierenden Zustände zu beenden, nahm Kaiser Karl IV. 1355 die Fahrenden, zu denen man alle Spielleute – neben den Pfeifern auch „Trommelschläger, Geiger, Zinkhenbläser oder was der oder die sonsten für Spiel und Kurzweil treiben khennen“ – unter seinen Schutz, gab ihnen ein eigenes Wappen und ernannte Johann den Fiedler zum „Rex omnium histrionum“.
Der deutsche König als Schutzherr über diese Bruderschaften vergab das Patronat als Reichslehen an mächtige Regionalherrscher. So ernannte der Erzbischof von Mainz 1385 einen „König farender Lüte“. Um die gleiche Zeit scheinen sich auch die elsässischen Spielleute zur Bruderschaft zusammengeschlossen zu haben. Schutzherren wurden die Herren zu Rappoltstein.

## Die Herren zu Rappoltstein: Lehnsherren im Elsass
In einer Urkunde vom 10. April 1431, die über eine Streitschlichtung zwischen Ulrich VIII. von Rappoltstein und der Stadt Colmar durch die Pfalzgrafen bei Rhein und Herzöge in Bayern berichtet, ist erstmals von dem Pfeiferrecht der Herren von Rappoltstein die Rede. Ulrich lässt bei der Anhörung durch seinen Vertreter darlegen, dass „Smaßman, sin bruder, vnd er den wiltfang zuschen Hagenauwer forste vnd dem Hauenstein, dem Rine vnd dem gebirge vnd auch einen pfiffer kunig zuseczen von dem Riche zulehen hetten.“
Obwohl eine Beschwerde des Rates der Stadt Straßburg vom 4. Dezember 1430 Smassmann I. und die Pfeiferbruderschaft bereits in einen Zusammenhang stellt, ist 1431 erstmals beurkundet, dass den Herren von Rappoltstein Jagd- und Pfeiferrecht als Reichslehen übertragen sind. Gleichzeitig ist das Gebiet, auf das sich beide Lehen beziehen, abgegrenzt: von Hauenstein im nordschweizerischen Jura im Süden bis zum Hagenauer Forst im Unterelsass im Norden und vom Rhein im Osten bis zum Vogesenkamm im Westen.
Kaiser Friedrich III. bestätigt 1481 auf Bitten Wilhelms I. von Rappoltstein, „daz vnns der edel vnnser vnd des Reichs lieber getrewer Wilhelm herre zu Rappoltzstein diemuticlich hat anruffen vnd bitten lassen, daz wir im von sein selbs vnd als lehenstrager des edeln vnnsers vnd des Reichs lieben getrewen Schmaßmans herren zu Rappolczstein, seines bruders, wegen die lehen vnd herlickeiten streyt jags vber land zu jagen von den Hawenstein bis in Hagenawer forst vnd zwischen dem Reine vnd der First, auch die diensten vnd oberkeit der spillewt in demseben bezirckh, so von vnns vnd dem heiligen Reich zu lehen rueren, zulehen zuuerleihen gnediclich geruchten.“
Friedrich verlangt als Gegenleistung, dass die Brüder Wilhelm und Smassmann vor dem Fürstabt der Fürstabtei Murbach den Lehnseid ablegen müssen, „gehorsam vnd gewerttig zusein, zu dienen vnd zu tund, als sich von solhen lehen gebueret.“
Nach dem Tode Friedrichs bestätigt 1495 der römisch-deutsche König und spätere Kaiser Maximilian I. auf Wilhelms Bitten hin die Dauerhaftigkeit der Reichslehen des Jagd- und Pfeiferrechtes.
1664 erlässt Johann Jacob, Graf von Rappoltstein, der letzte männliche Herrscher, ein Dekret, in dem es u. a. heißt: „... bey uns der von Römischen Kaiseren und Königen approbirten Spielleuth Bruderschafft ... wir zu handthabung deren von ohnverdenklichen Zeitten, hero unseren Vorfahren, und jetzo uns deswegen acquirirten Kaiserl. privilegien und freyheiten, remedieren und der sachen rath schaffen möchten.“

### Der Pfeiferkönig
Wilhelm I. von Rappoltstein schreibt am 22. September 1456 im Namen seines Bruders Kaspar, „der yetz nit inlenndig ist“ den Meistern der Schlettstädter, Straßburger und Rosheimer Bruderschaft, dass sie sich am 17. November („vff mittwuch nach sant Martins tag“) zu Rappoltsweiler einfinden sollen, um dem Lehnsherren („lehentreger“) und dem neu ernannten Pfeiferkönig, dem Trompeter Georg Baumann („trumpter Jorge Buwman“) zu huldigen.
Der Pfeiferkönig wurde von den Schutzherren ernannt. Die Amtszeit seines „Ambachtes des künigrichs varender lüte“ dauerte ein Jahr, konnte jedoch beliebig oft verlängert werden. Ihm zur Seite standen vier Meister, darunter der Fähnrich, die Zwölfer und ein Weibel.

### Eine eigene Pfeifer-Gerichtsbarkeit
Erstmals von der Existenz einer eigenen Pfeifer-Gerichtsbarkeit erfahren wir durch eine Nachricht von 1454, dass die Schlichtung eines Streites um Entlohnung zwischen einem österreichischen Einspännigen zu Ensisheim und dem Pfeifer Veltin Startzer nach Anhörung des „künig der pfeiffer“ Georg Hock an „das pfeiffer gericht verwießen“ wird.
Beispiel: ein Mordfall
Über die starke Position des Pfeiferkönigs gibt ein Schreiben vom 12. Dezember 1460 des oben erwähnten Georg Baumann an den Abt des Klosters zu Munster bei Colmar Auskunft, indem er androht, Gefangennahme, Marter und Tod eines Lautenschlägers, „der mir zu versprechen stat“, dem Lehnsherren vorzutragen. Der Abt verwahrt sich gegen diese Vorwürfe. Baumann trägt den Fall Wilhelm I. vor, und dieser zitiert den Abt zu sich. Da dieser der Aufforderung nach vier Monaten noch nicht nachgekommen ist, setzt Wilhelm den 27. April 1461 als Termin fest, an dem sich der Abt einzufinden habe.
Auch diesen Termin lässt Abt Johannes Rudolf verstreichen, so dass sich Wilhelm I. an den Rat der Stadt Colmar wendet, zu dessen Hoheitsgebiet das Kloster gehört. Dieser setzt als Verhandlungstermin den 21. November 1461 an. Beide Parteien werden gehört. An Kosten entstehen „1 lib., 3 s., 2d.“ Am 13. Februar 1462 verkündet der Colmarer Rat, dass Wilhelm innerhalb von sechs Wochen und drei Tagen Beweise für seine Behauptungen vorlegen soll.
Ist er dazu nicht imstande, soll der Abt schwören, dass der Lautenschläger weder „durch noch mit sinem geheys“ zu Tode gekommen ist. Als Termin wird (siehe oben) der 31. März 1462 angesetzt. Am 30. März 1462 beschwört der Abt seine Unschuld. Bis zum 18. Februar 1463, also ein Jahr später, lesen wir nichts mehr über den Ausgang der Streitigkeiten. Dann aber schreibt Wilhelm I. an „mynen guten frunden dem meister vnd dem rate zue Munster in sant Gergorien thal“ und fordert innerhalb von 14 Tagen eine Erklärung von diesen, da der Abt seine Unschuld beschworen und bekundet habe, dass „by uch des schulde sollte haben.“
Damit enden die Aufzeichnungen über den Tod des Lautenschlägers.

### Satzung und Organisation
Die Bildung der Bruderschaften und die Patronatsübernahme durch die Landesherren erforderte einen Verhaltenskodex, der das Verhältnis der Bruderschaften zu ihren Lehnsherren, der Brüder untereinander und zur Bevölkerung regelte. Die Lehnsherren erließen Satzungen.
Ein Wortlaut der Satzung der Pfeiferbruderschaft liegt uns erst aus der Zeit der Regentschaft Eberhards von Rappoltstein (1585–1637) vor. Es kann davon ausgegangen werden, dass diese sich über die Jahrhunderte inhaltlich nicht wesentlich verändert hat. Denn 1494 bittet der derzeitige Pfeiferkönig, der Trompeter Georg (Jorgen) N. seinen Herren Wilhelm Herrn zu Rappoltstein, Hohenack und Geroldseck am Wasichen, „innen nochgeschribene ordenung in schrifftlichem schin vnnd versigelung vffzerichten vnd zuuoluertigen.“ Wilhelm folgt dieser Bitte in seinem und im Namen seines Bruders Smassmann II. und seines Neffen Bruno II. „alwegen vff vnnser vnd vnser nochkomen widerruffen.“
Die von Eberhard bestätigte Satzung lautet: „Nachdem die Sazungen der Pfeifen spiler, Pfeifer spilleut im Obern und Niedern Elsaß zwischen Rein und Gebirg vom Hauenstein bis an Hagenauer Vorst, einig jar her in etwas Abgang kommen, so haben wir die alt Ordnung und löblich Gebrauch von wegen des Richs wiederumb erneuert und bestaetigt, wie folgt:
1. Erstlichen, kein Seitenspiler, Pfeifer oder ander Musikmacher sol weder zu Tag oder Nacht, auf der Straß oder in den Heussern, bei Kurzweil, in der Lehr oder außer der Lehr, noch auf einig ander Weis bei Tisch oder Tanz um Lohn, Geschenk oder Gabe spielen, es were dann, er sei vorher in unser Bruderschaft aufgenommen. Gleiches mit den varenden Lüten. Wer dagegenkommt, wird gestraft und nimt man ihm das Spil.
2. Jeder Bruder soll einen gestabten Eid geschworen, dem König und der Bruderschaft hold und gewärtig zu sein.
3. Er soll zur Ehre der reinen Mutter Gottes ihr Bildniß tragen, wie Sitt ist; es sol ein halb Unz fein Silber haben.
4. Er sol auch seinen ehrlichen Geburttsschein und Abscheid aufweisen.
5. Er muß für ein Stadt 2 Jar gelernt haben, für ein Dorf ein Jar.
6. Das einschreiben zum Tung[14] kost 12 straßburgisch Schilling, das ausschreiben auch so viel und dem Schreiber und Boten der Lohn.
7. Ein Bruder zahlt bei der Aufnahme zwei Reichtaler und so viel beim Austritt neben Schreiber und Botenlohn.
8. Jeder Bruder erscheint auf dem Pfeifertag, wo der König wird anzeigen, und zahlt sein Jahrgeld mit 12 Batzen unterlendisch ohn dem Schreiberlohn und dem Zedul.
9. Man soll in die Kirch ziehen, darnach uns die Huld machen. In dem Gasthaus soll jeder Bruder zur irten[15] sitzen, wie der König und der Wirth es ihm erlaubt. Der König ist mit 2 Gesellen irtenfrei. Die Vier Meister zum halben Theil.
10. Kann ein Bruder durch Leibs oder Herren noth nicht auf den Pfeifertag kommen, so muß er es durch gut Zeugnis erweisen und das jargeld sammt der irten senden, als wann er mit esse.
11. Jeder Bruder soll dem Boten den Lohn geben, daß er ihm den Pfeifertag angesagt hat sammt der Zehrung.
12. Alle Jahr auf dem Pfeifertag soll der Bruder seinen gedruckten Jahrzedul lösen; thut es es nit, so darf er nit spilen und man fordert ihm das Jahr und irtengeld, bis er sich hat lassen ausschreiben.
13. Ist einer ausgeschrieben worden, und er will wieder in die Bruderschaft, so zahlt er einen Reichtaler, dem Schreiber und Boten den Lohn.
14. Stirbt ein Bruder, so ist das best Stück, das er mit gespielt hat, und das Bruderzeichen dem König und der Bruderschaft.
15. Ein Bruder soll dem andern das Spil und die Schüler nit abspannen, noch
16. Zu Mahlzeit, Tanz, Tag- oder Nachtspil in dem Haus oder auf der Gaß spilen, er wöre denn dazu berufen.
17. Hat Jemand einen Saitenspiler oder Pfeifer gedingt zu Spil, und er dingt darnach wieder einen andern, so soll dieser nir eher spilen, als der erste seines gedungenen Lohnes halb vergnügt ist, als wann er gespilt hätte.
18. Kein Buder soll mit einem spilen der den Tanzzedul nit hat.
19. Keinem Juden soll man spilen die Brunluft (Hochzeit), er zahle denn dem Spilmann einen Goldgulden, den man dem König geben soll.
20. Alles was Spilleut oder Bruderschaftssach ist, in Richs oder anderen Orten, auch Scheldwort wegen Bruderschaftssach, gehört für König und Gericht.
21. Es ist dahero jeder Spilmann in den Orten, da er wohnt, seines Spils halber, nit dem Orts Gericht, sondern unserm Pfeifergericht zuerst, alsdann durch den Zug unserm Hofgericht unterworfen.
22. Auf dem Pfeifertag soll kein Bruder in einem frembden Ort spielen.
23. Wer gegen all obige Satzungen fehlt, soll durch König und Gericht nach Gestalt der Sachen, umb Geld und Wage (Wachs) diesletzt für unser Lieb Frauen Cappell zu Dusenbach gerügt und gestraft werden so hoch als nötig, auch soll dem notleidenden Theil der Schaden gescheit (geschätzt) werden.
24. So sich ein Bruder durch den Spruch von König und Gericht beschwert hält, so bleibt ihm der Zug vor unser Hofgericht offen.
25. Da die Bruderschaft Gott und sonderheitlich der allerheiligsten Jungfer zur höchsten Ehren ist von unsern Altvordern errichtet worden, so soll auch jeder jährlich eine Meß lesen lassen, der in der Bruderschaft ist, und nit nur am Pfeifertag der Meß beiwohnen, sondern auch alle Frauentag mit Beichtmeß hören und Almosen geben andächtiglich verehren.
26. Wir halten uns vor, diese Satzungen nach Zeit und Umständen zu ändern.“[16]

### Abgabenregelungen
In einem Urkundenaustausch von 1434 wird auf das Pfeiferrecht der Herren von Rappoltstein Bezug genommen. Smassmann I. (sein Bruder Ulrich der VIII. ist 1431 in der Schlacht von Bulgnéville gefallen) hat Loder, den „trummeter“ (Trompeter), als Pfeiferkönig über die „varende(n) luete in dasselb kunigrich vnd mir zu gehoerende“ eingesetzt und bestimmt, dass dieser jährlich zum Fest des Hl. Jakob von den „fuenff bruederschaften der pfiffer vnd farenden lueten“ die Abgaben einzusammeln habe „alle die wyle er semlich ampt von mir zu lehen hat“. Loder weist darauf hin an, dass die Meister der Bruderschaft ihm über den ordnungsgemäßen Vollzug der Abgabenordnung in Straßburg Bericht zu erstatten haben.
Im Herbst 1434 schreiben die Meister der Bruderschaften von Straßburg und Rosheim „dem edeln wolgebornnen herren juncher Smaßman herrn zue Ropolczstein, lantuogt etc., vnserm gnedigen lieben hern“, dass sie „ime gerne gehorsam sin und alle jore zegeben, was dann uwern gnaden cnd ouch Loder, der vnser kung sin sol, zu gehoerende ist“, bitten aber gleichzeitig darum, „das wir bii vnsern friheiten blibent, als das von alter ye vnd ie gewesen ist.“

### Auftrittsrechte außerhalb des Reichslehensgebietes
1458 vereinbaren Wilhelm I. von Rappoltstein und Engelhard von Blumegg, Inhaber des Pfeiferlehens im Breisgau, dass die Elsässer und Breisgauer „spilleuthe und varende leuthe“ reziprokes Auftrittsrecht genießen.

### Unsere liebe Frau von Dusenbach; die Jungfrau Maria als Schutzpatronin
Als Schutzpatronin erwählte sich die Pfeiferbruderschaft die Heilige Jungfrau Maria, der die Kapelle in der Dusenbach geweiht war. Das jährliche Zusammentreffen der elsässischen Pfeiferbrüder wurde (und wird) am 8. September, dem Fest Mariä Geburt, in Rappoltsweiler begangen. Erstmals wurde der Pfeifertag 1390 begangen.

### Die Pfeifer und die Sakramente
Einschränkungen beim Besuch der Kirchen und dem Empfang der Sakramente bestanden für alle Pfeifer und Fahrenden Leute. Vielerorts durften sie Kirchen nicht betreten. Vollkommen ausgeschlossen waren sie vom Empfang der Kommunion.
1461 bittet Wilhelm seinen Lehnsherrn, den Bischof zu Basel, dass Pfeifern, die vormals der Bruderschaft von Weiler im Albrechtstal (bei Schlettstadt) zugehörig waren und denen durch den päpstlichen Legaten Julianus Cesarini auf dem Konzil von Basel bestätigt worden war, „das man inen ir kristliche rechte und daz heylige sacrament geben vnd tun solle alse andern kristenn lueten“, und die sich nunmehr im Lehnsgebiet des Bistums Basel zu Rappoltsweiler aufhalten, „die forter zu bestetigenn mit emphelniß an den kilcherren, daz man sy beare vnd versehe nach christenlichen rechten vngehindert irs pfiffens.“
Dem gleichen Sachverhalt gilt eine Beurkundung des Bischofs von Basel aus dem Jahr 1480, in der dieser den Mitgliedern der Pfeifer-Bruderschaft zu Altthann die oben erwähnte Vergünstigung, dass sie einmal im Jahr, und zwar zur Osterzeit, zur Kommunion zugelassen werden („in communione fidelium existentibus divinissimum eucharistiae sacramentum ministari posset“), sofern sie sich 14 Tage vorher und nachher der Ausübung ihres Pfeifer-'Handwerks' enthalten („ab officiorum vestrorum et scurrilium operum exercitiis absteneatis“). Der Bischof von Straßburg bestätigt 1508 den Brief des Kardinal-Legaten Julianus für sein gesamtes Bistum. Damit sind alle Pfeifer im Herrschaftsgebiet der Rappoltsteiner zu den Sakramenten zugelassen.

### Die Tracht der Pfeifer
Die höfische Tracht wurde mehr und mehr vom Bürgertum nachgeahmt. Neue „Kleiderordnungen“ sollen das Verwischen der straff gegliederten gesellschaftlichen Hierarchie verhindern. Diese Vorschriften reglementieren für jeden Stand Art, Menge und Farbe der Stoffe, die Form und Beschaffenheit der Gewänder, die Art der Kopfbedeckungen und Schuhe und sogar den Wert des Schmuckes.
Randgruppen der mittelalterlichen Gesellschaft – Dirnen, Henker, Bettler und Spielleute, aber auch die Juden – erfahren durch bestimmte Kennzeichnungspflicht eine deutliche Ausgrenzung.
Für die elsässischen Spielleute wurde folgende Kleiderordnung erlassen:
Über gelben, eng anliegenden Beinkleidern trugen die Pfeifer ein weitgeschnittenes Hemd mit Puffärmeln, darüber ein rotes, bauschiges, ärmelloses Wams, das von einem mattgrünen Gürtel gehalten wurde. Als Kopfbedeckung wurde ein breitkrempiger Hut mit einer Reiherfeder getragen. Die Fußkleidung bildete eine Art brauner Sandalen, von denen aus Riemen um das Bein bis zum Ansatz der Wade liefen. Zur Winterausstattung gehörte ein dunkelfarbiger Mantel.
Im Knopfloch trugen sie eine Münze, die aus einer halben Unze Silber gefertigt war und das Bildnis der Jungfrau Maria trug.

### Der Pfeifertag
Am Vorabend trafen sich die Pfeifer in der Herberge „Zur Sonne“, dem heutigen „Pfifferhus“. Mit Tagesanbruch zog ein Pfeifer, begleitet von zwei Trommlern durch Rappoltsweiler, um die Brüder zu wecken. Man versammelte sich vor der „Sonne“, um sich zu einem Zug zu formieren. An der Spitze marschierte der Stadttrommelschläger, hinter ihm folgte der Pfeiferkönig, geschmückt mit einem breitkrempigen Hut, auf dem ein glitzernder Kornreif befestigt war. Er trug einen gelben, reichbestickten knielangen Rock und weiße enganliegende Beinkleider. Über dem Rock fiel in langen Falten ein pelzverbrämter, prächtiger Mantel. In der Hand trug er als Insigne seiner Königswürde ein Schwert.
Hinter dem König folgten der Schultheiß, Meister und Zwölfer, dann der Fähnrich mit dem Banner der Bruderschaft. Hieran schloss sich der lange Zug der Pfeiferbrüder an. Ihre Tracht (siehe dort) war reich mit Kokarden und Bändern geschmückt. In Viererreihen marschierend, spielten sie nicht nach einer Melodie, sondern jeder spielte, was er wollte: eine Kakophonie von schmetternden Hörnern, gellenden Pfeifen, klingenden Lauten, dröhnenden Pauken und Trommeln. Und hinter dem Zug folgten die Einwohner von Rappoltsweiler, singend und tanzend.
Der Zug bewegte sich in westlicher Richtung aus dem Städtchen hinaus, bis zu der Stelle, an der der Pfad zur Dusenbach-Kapelle abzweigt. Dann trat Schweigen ein und gemessenen Schrittes zog man den Berg hinan. Vor der Kapelle angekommen, erwartete man die Herren von Rappoltstein und ihr Gefolge, die von der Ulrichsburg herabgestiegen kamen und die mit schmetternden Instrumenten begrüßt wurden. Im Anschluss an die feierliche Hl. Messe zog man zur Ulrichsburg, in deren Rittersaal sich Adelige und Pfeiferbrüder versammelten. Der Pfeiferkönig trat nach vorne, um seinen Treueschwur abzulegen. Er begann mit den Worten: „Von Hagenaus geweihtem Forste, hinauf bis zu dem Hohenstein, klingt heut der Bruderschaft Gelübde dem hohen Herrn von Rappoltstein.“ Dann setzten zuerst Flöten und Pfeifen, dann Gitarren, Schalmeien und Lauten ein, dann folgten Pauken und Trompeten und die Hörner. Die im Burghof weilende Bevölkerung brach in lauten Jubel aus.
Der Herr von Rappoltstein lässt sich von seinen Pagen einen mit Wein gefüllten Pokal reichen. Einzelne Spielleute traten einzeln oder kleinen Gruppen aus der Menge und huldigten ihrem Herren mit eigenen Liedern. Zum Ende der Zeremonien am frühen Nachmittag wanderten die Pfeifer mit der im Burghof ausharrenden Bevölkerung bergab nach Rappoltsweiler, wo sie gemeinsam in der „Sonne“ ihre Mittagsmahlzeit einnahmen. Die Adeligen zogen zurück auf die Ulrichsburg (später in ihr Stadtschloss).
Um drei Uhr nachmittags tagte das Pfeifergericht, meistens in Anwesenheit des Rappoltsteiner Herren und seines Gefolges. Unter dem Vorsitz des Pfeiferkönigs wurden zuerst die angemeldeten, dann die unangemeldeten Fälle abgehandelt. Fühlte sich ein Verurteilter ungerecht behandelt, war ihm gestattet, den Herrn von Rappoltstein um einen Schiedsspruch anzugehen.
Gegen Abend begann das Tanzvergnügen auf dem Marktplatz (später im Schlossgarten), bei dem die Pfeifer zusammen mit den Schlossmusikanten aufspielten. Eines der ältesten und beliebtesten Lieder war „Gügük im Häfele“, dessen Originalmelodie sich bis ins 14. Jh. zurückverfolgen lässt und das bis ca. 1730 zum Standard-Repertoire der Pfeifertage gehörte. Heißa, Kathreinerle ist ein Kinderlied aus dem frühen 20. Jahrhundert, welches auf dessen Grundlage entstanden ist.
Speisen und Getränke stellte der Herr von Rappoltstein bereit. Gegen Mitternacht endete die Veranstaltung. Spielleute und Bevölkerung begaben sich zur Nachtruhe. Am folgenden Morgen zogen die Pfeifer wieder ihres Weges.

### Der Pfeiferzug
Fahnen flattern aus den Fenstern, Und in kühngeschwung’nem Bogen
Haben jungfräuliche Hände der Guirlande Kranz gezogen.
Ungeziert und unbehangen ist kein Erker wohl zu schauen:
Ihre Gäste hoch zu ehren wissen Rappoltsweilers Frauen.
Und vom Pfeiferhaus und Stadttor und vom hohen Grafenschlosse
Tönen festliche Fanfaren, dröhnen donnernde Geschosse.
Jetzt im Hof des Pfeiferhauses stellt die Zunft sich auf zum Zuge:
Laut erschallt des Weibels Brüllen, und die Pfeifer nah’n im Fluge.
Erst erscheint der Bannerträger mit der langen Fahnenstange;
Grimmig schaut er: alten Weibern wird’s bei seinem Anblick bange.
Fette Musikanten folgen, Trommelschläger und Trompeter,
Keiner zwar ein Tausendkünstler, aber kräftig doch ein jeder.
Hinter jenen schritt der König. „Pfeiferkönig“ war sein Name:
Jährlich krönt ihn für den Grafen hold des Schlosses Edeldame.
’s war ein würd’ger Mann: die Krone, goldgenietet schmückt die Stirne,
Wie ein Alpensonnenglühen früh umstrahlt die höchsten Firne.
Nach dem König kam der Weibel, hinkend, mit dem Stab in Händen;
Dann die Schöffen des Gerichtes, die das Recht versteh’n zu wenden.
Zwei und Zwei in bunten Trachten sah man nun die Pfeifer kommen.
Heute meint man, Pfeiferleute seien von den frömmsten Frommen:
Jeder trug das Bruderzeichen mit dem Bild der Unbefleckten,
Und aus ihren Instrumenten sie gar alte Weisen weckten.
Doch die schönsten Melodien spielt des Haufens letzte Reihe:
Lieder zartgehauchten Sehnens, Lieder schmerzdurchhauchter Weihe.
Und das schönste spielt der Blonde, der in ihrer Mitte schreitet:
Es erklingt, wie wenn der Glaube mit dem Himmel selber streitet.
Mehr wie auf die andern alle fallen Blumen auf ihn nieder:
„Dem müßt Ihr die Krone reichen, der singt uns die schönsten Lieder!“
In die Kirche zieh’n die Scharen, und bei festlichem Gepränge
Opfern sie der Gottesmutter Paukenschlag und Preisgesänge.

### Der Untergang der elsässischen Bruderschaft
Mit dem im Oktober 1648 zu Münster und Osnabrück geschlossenen Westfälischen Frieden fiel das Elsass unter die Hoheitsgewalt des französischen Königs. Die oberste Gerichtsbarkeit der Pfeiferbruderschaft wurde nicht mehr von den Herren zu Rappoltstein, sondern vom Conseil Souverain d’Alsace wahrgenommen. Strafen, die zehn Livres überstiegen, mussten vor dem königlichen Gerichtshof in Colmar verhandelt werden. 1751 erließ der Conseil einen Beschluss, nach welchem alle reformierten Mitglieder der Pfeifer-Bruderschaft unter Androhung körperlicher Züchtigung an der Hl. Messe während des Pfeifertages teilnehmen und während der Wandlung niederknien mussten.
Mit der französischen Revolution endete das Pfeiferkönigtum im Elsass. Das letzte Mitglied starb 1838. „In Straßburg starb das letzte Mitglied dieser Pfeiferinnung; es war der achtbare Franz Lorenz Chappuy, geboren zu Straßburg am 1. Oktober 1751, ehedem Virtuos auf der Violine, welcher über 50 Jahre als erster Geiger und Orchesteranführer glänzte.“
1899 wurde die 500. Wiederkehr des ersten Pfeifertages mit großem Pomp in Rappoltsweiler gefeiert. Ein ausführlicher Bericht über das Pfeifertum und die Rappoltsteiner, besonders aber eine Würdigung des letzten Rappoltsteiners und späteren ersten Königs von Bayern, Maximilian I. erschien in der „Kölnischen Volkszeitung“ am 10. März 1899 unter dem Titel „Der letzte König der ‚fahrenden Leute‘ – Ein Elsässer Gruß zum Wittelsbach-Jubiläum“.